# Ufficio locale marittimo
Gli uffici locali marittimi (LOCAMARE) sono uffici locali minori degli organi periferici dell'amministrazione della marina mercantile italiana.
Il capo dell'Ufficio locale marittimo ha carica e titolo di comandante del porto o dell'approdo in cui ha sede.

## Organizzazione
Sono normalmente retti da sottufficiali della Marina Militare appartenenti alla categoria dei nocchieri di porto oppure da impiegati civili dell'amministrazione della marina mercantile. Possono essere retti, in via temporanea e provvisoria da sottufficiali della Guardia di finanza o da civili aventi determinati requisiti, ai quali l'incarico viene attribuito con decreto del Ministro.

## Compiti
Hanno funzioni ridotte rispetto al circondario marittimo, non hanno giurisdizione territoriale ed esercitano le funzioni amministrative attinenti alla navigazione e al traffico marittimo nei singoli porti o approdi, provvedendo alla esecuzione dei servizi concernenti la Marina Militare e la Marina mercantile, secondo le istruzioni dell'ufficio circondariale marittimo dal quale dipendono ed esercitano la vigilanza sul demanio marittimo.